# Hum Zabočki
 Hum Zabočki  falu Horvátországban Krapina-Zagorje megyében. Közigazgatásilag Zabokhoz  tartozik.

## Fekvése
Zágrábtól 25 km-re északra, községközpontjától  3 km-re délkeletre Horvát Zagorje és a megye déli részén az A2-es autópálya mellett fekszik.

## Története
A településnek 1857-ben 181, 1910-ben 252 lakosa volt. Trianonig Varasd vármegye Klanjeci járásához tartozott.  2001-ben 457 lakosa volt.

## Külső hivatkozások
- Zabok hivatalos oldala
- A zaboki Szent Ilona plébánia honlapja